# Historia de los ministerios de Industria y Energía de España
Este artículo trata sobre los ministerios españoles que, a lo largo de la historia, han asumido competencias en materia de Industria.

## Historia
La acción de Gobierno en el ámbito de Industria dentro de los límites históricos del constitucionalismo español, puede rastrearse hasta principios del siglo XIX. Mediante el Real decreto de 9 de noviembre de 1832 se creó el Ministerio de Fomento, que incluía entre sus compentecias el comercio interior y exterior; la industria, las artes, oficios y las manufacturas.
La incardinación orgánica de Industria en Fomento se mantuvo hasta 1928. Incluso, durante el periodo 1900-1905, el Departamento se denominó de Agricultura, Industria, Comercio y Obras Públicas. Por otro lado, en 1910 se creó la Dirección General de Comercio, Industria y Trabajo.
El Real Decreto de 21 de febrero de 1922 creó el Ministerio de Trabajo que asumió las competencias sobre Industria y Comercio. Seis años después se incorporaron al recién creado Ministerio de Economía Nacional, que desde el Decreto de 16 de diciembre de 1931, ya bajo la II República, pasó a denominarse Ministerio de Agricultura, Industria y Comercio.
Tan solo dos años después, el Departamento se suprimía y se creaba, por un lado el de Ministerio de Agricultura y por otro el de Industria y Comercio, que por primera vez en la historia contaba con un Departamento dedicado en exclusiva a gestionar estos asuntos.
El nuevo Ministerio mantuvo su denominación y competencias hasta 1951, en que de nuevo se escindió, al crearse dos Departamentos: Industria y Comercio. Desde febrero de 1978, Industria pasó a denominarse Industria y Energía. Según el Real Decreto 1270/1988, de 28 de octubre, se trataba del Departamento de la Administración Central del Estado encargado de la propuesta y ejecución de las directrices generales del Gobierno sobre la política industrial y energética y contaba, además de con una Subsecretaría, con una Secretaría General de la Energía y Recursos Minerales y otra de Promoción Industrial y Tecnología. Se ponía de este modo, por primera vez énfasis en la necesidad de vincular industria con tecnología e innovación. La exposición de motivos lo resumía en los siguientes términos:
La adhesión de España al Tratado de Roma y las medidas de aplicación del Acta Única Europea requieren un esfuerzo para aumentar la competitividad de la industria española. Es preciso, además, que este esfuerzo haga énfasis en aquellos elementos que determinarán la posición competitiva de las empresas industriales en el inmediato futuro: el desarrollo y la aplicación de nuevas tecnologías en la industria, y el cuidado por el diseño y la calidad del producto industrial.
Esa dimensión pretendió acentuarse aún más en la VII Legislatura (2000-2004), cuando el Ministerio recibió la denominación de Ciencia y Tecnología y asumió, además las competencias en materia de telecomunicaciones, procedente de Fomento. En palabras de la ministra Anna Birulés ante el Congreso de los Diputados el 21 de junio de 2000, al Departamento compete el reto pero también la oportunidad de convertir en realidad, en el horizonte temporal de esta legislatura, el proceso decidido de impulso de la cultura de la innovación en nuestro país Durante esa etapa tanto el área de Industria como la de energía se integraron en el Ministerio de Economía. En 2004, volvieron a reintegrarse todos los ámbitos en el nuevo Ministerio de Industria, Turismo y Comercio.
En la XII Legislatura, por primera vez se desgajan las competencias en materia de Energía de las de Industria propiamente dichas. Las primeras se integran, junto a Turismo y Tecnología en el nuevo Ministerio de Energía, Turismo y Agenda Digital. Por su parte Industria, por primera vez en democracia se integra en el Ministerio de Economía, que pasa a denominarse de Economía, Industria y Competitividad. Tras la moción de censura contra Mariano Rajoy de 2018 y la formación del nuevo Gobierno de Pedro Sánchez en junio de 2018, el Ministerio volvió a integrarse con Comercio, recuperando el nombre tradicional de Industria, Comercio y Turismo. Las competencias en materia de Sociedad de la Información y Agenda Digital se pierden en favor del Ministerio de Economía y las de Energía pasan al Ministerio de Transición Ecológica. En la XV Legislatura, Comercio de nuevo pasa a Economía, pasando el Ministerio a ser exclusivamente de Industria y Turismo.

## Lista de Secretarios de Estado

### Industria
- Álvaro Espina (1991-1993) (1)
- Juan Ignacio Moltó García (1993-1996) (1)
- José Manuel Serra Peris (1998-2000) (2)
- José Folgado Blanco (2000-2004) (4)
- Joan Trullén Thomas (2004-2008) (1) - Rango de Secretario General
- Teresa Santero Quintillá (2008-2011) (1) - Rango de Secretaria General
- Luis Valero Artola  (2012-2014) (3) - Rango de Secretario General
- Begoña Cristeto Blanco  (2014-2018) (3) - Rango de Secretaria General
- Raúl Blanco Díaz (2018-2022) (3) - Rango de Secretario General
- Francisco Antonio Blanco Ángel (2022-2023) (3) - Rango de Secretario General
- Rebeca Mariola Torró Soler (2023-2025) (1)
- Jordi García Brustenga (2025- ) (1)

(1) Industria
(2) Industria y Energía
(3) Industria y de la Pequeña y Mediana Empresa
(4) Economía, Energía y de la Pequeña y Mediana Empresa

### Energía
- Nemesio Fernández Cuesta (1996-1998) (1)
- José Manuel Serra Peris (1998-2000) (2)
- José Folgado Blanco (2000-2004) (4)
- Antonio Joaquín Fernández Segura (3) (2004-2006) (Con rango de Secretario General)
- Ignasi Nieto Magaldi (2006-2008) (Con rango de Secretario General)
- Pedro Marín Uribe (2008-2011) (3) (Hasta 2009 con rango de Secretario General)
- Fabricio Hernández Pampaloni (2011) (3)
- Fernando Marti Scharfhausen (2011-2012) (3)
- Alberto Nadal Belda (2012-2016) (3)
- Daniel Navia Simón (2016-2018) (3) - En el Ministerio de Energía, Turismo y Agenda Digital
- José Domínguez Abascal (2018-2020) (3) - En el Ministerio para la Transición Ecológica
- Sara Aagesen Muñoz (2020-2024) (3) - En el Ministerio para la Transición Ecológica y Reto Demográfico
- Joan Groizard Payeras (2024- ) (3) - En el Ministerio para la Transición Ecológica y Reto Demográfico

(1) Energía y Recursos Minerales
(2) Industria y Energía
(3) Energía
(4) Economía, Energía y de la Pequeña y Mediana Empresa

### Telecomunicaciones y para la Sociedad de la Información
- Baudilio Tomé Muguruza (2000-2002)
- Carlos López Blanco (2002-2004)
- Francisco Ros Perán (2004-2010)
- Bernardo Lorenzo Almendros (2010-2011)
- Juan Junquera Temprano (2011)
- Víctor Calvo-Sotelo (2011-2016)
- José María Lassalle Ruiz (2016-2018) (Secretario de Estado para la Sociedad de la Información y la Agenda Digital).
- Francisco de Paula Polo Llavata (2018-2020) (Secretario de Estado para el Avance Digital). (*)
- Roberto Sánchez Sánchez (2020-2022) (Secretario de Estado de Telecomunicaciones e Infraestructuras Digitales). (**)
- Carme Artigas Brugal (2020-2023) (Secretaria de Estado de Digitalización e Inteligencia Artificial). (**)
- María González Veracruz (2022-2024) (Secretaria de Estado de Telecomunicaciones e Infraestructuras Digitales). (**)
- Teresa Ledo Turiel (2024) (Secretaria de Estado de Digitalización e Inteligencia Artificial). (***)
- María González Veracruz (2024- ) (Secretaria de Estado de Digitalización e Inteligencia Artificial). (***)
- Antonio Hernando Vera (2024- ) (Secretario de Estado de Telecomunicaciones e Infraestructuras Digitales). (***)

(*) En el Ministerio de Economía y Empresa
(**) En el Ministerio de Asuntos Económicos y Transformación Digital
(***) En el Ministerio para la Transformación Digital y de la Función Pública

## Lista de Subsecretarios
- Manuel de la Torre y Eguía (30 de junio de 1933-15 de septiembre de 1933)
- Sergio Andión y Pérez (15 de septiembre de 1933-13 de octubre de 1933)
- José Moreno Galvache (13 de octubre de 1933-18 de enero de 1934)
- Juan Calot Sanz (18 de enero de 1934-8 de junio de 1934)
- Rodolfo Martínez Acebal (8 de junio de 1934-25 de octubre de 1934)
- Mario Arozena y Arozena (25 de octubre de 1934-22 de diciembre de 1934)
- Tomás Sierra Rustarazo (22 de diciembre de 1934-11 de mayo de 1935)
- Miguel Gortari Errea (11 de mayo de 1935-10 de octubre de 1935)
- José Blanco Rodríguez (10 de octubre de 1935-19 de diciembre de 1935)
- Vicente Lambies Grancha (7 de enero de 1936-26 de febrero de 1936)
- Luis Recaséns Siches (26 de febrero de 1936-10 de septiembre de 1936)
- Ramón Lamoneda Fernández (10 de septiembre de 1936-8 de noviembre de 1936)
- Pedro Canet Barceló (8 de noviembre de 1936-1 de abril de 1939)
- Ricardo Fernández Cuevas y Salorio (13 de febrero de 1938-7 de septiembre de 1939)
- Ignacio Muñoz Rojas (7 de septiembre de 1939-24 de julio de 1941)
- Juan Granell Pascual (24 de julio de 1941-6 de agosto de 1945)
- Eduardo Merello Llasera (6 de agosto de 1945-7 de septiembre de 1951)
- Alejandro Suárez y Fernández-Pello (7 de septiembre de 1951-10 de septiembre de 1962)
- Angel de las Cuevas González (10 de septiembre de 1962-24 de febrero de 1969)
- Manuel Aguilar Hardísson (24 de febrero de 1969-10 de noviembre de 1969)
- Fernando Benzo Mestre (10 de noviembre de 1969-14 de marzo de 1974)
- Landelino Lavilla Alsina (14 de marzo de 1974-17 de marzo de 1975)

- Álvaro Muñoz López (17 de marzo de 1975-19 de diciembre de 1975)

| Nombre                                    | Cuerpo de funcionarios                                           | Año de nacimiento | Fecha de nombramiento    |
| ----------------------------------------- | ---------------------------------------------------------------- | ----------------- | ------------------------ |
| Rafael Orbe Cano (1)                      | Cuerpo de Abogados del Estado                                    | 1937              | 19 de diciembre de 1975  |
| Eduardo Peña Abizanda (2)                 | Diplomático                                                      | 1930              | 23 de julio de 1976      |
| Sabino Fernández Campo (3)                | Militar                                                          | 1918              | 23 de julio de 1976      |
| Carlos Bustelo y García del Real (2)      | Economista                                                       | 1936              | 11 de julio de 1977      |
| Manuel de Vicente González (1)            | Ingeniero Industrial                                             |                   | 25 de julio de 1977      |
| Manuel María de Uriarte y Zulueta (1)     | Cuerpo de Abogados del Estado                                    | 1932              | 27 de marzo de 1978      |
| José Enrique García-Roméu Fleta (1)       | Fiscal                                                           | 1938              | 20 de abril de 1979      |
| Agustín Hidalgo de Quintana (2)           | Cuerpo Superior de Técnicos Comerciales y Economistas del Estado | 1932              | 20 de abril de 1979      |
| Enrique de Aldama y Miñón (4)             | Ingeniero de Caminos                                             | 1933              | 19 de mayo de 1980       |
| Luis Carlos Croissier Batista (4)         | Cuerpo Superior de Administradores Civiles del Estado            | 1950              | 7 de diciembre de 1982   |
| Oscar Fanjul Martín (4)                   | Profesor Universitario                                           | 1949              | 3 de octubre de 1984     |
| Eduardo Santos Andrés (4)                 | Profesor Universitario                                           | 1947              | 6 de febrero de 1985     |
| Miguel Ángel Feito Hernández (4)          | Cuerpo Superior de Técnicos Comerciales y Economistas del Estado | 1949              | 1 de agosto de 1986      |
| Fernando Panizo Arcos (4)                 | Cuerpo Superior de Administradores Civiles del Estado            | 1950              | 4 de noviembre de 1988   |
| Mariano Casado González (5)               | Cuerpo Superior de Interventores y Auditores del Estado          | 1948              | 5 de abril de 1991       |
| Juan Carlos Girbau García (4)             | Profesor Universitario                                           | 1948              | 23 de julio de 1993      |
| Javier Landa Aznárez (6)                  | Cuerpo Superior de Técnicos Comerciales y Economistas del Estado | 1948              | 30 de julio de 1993      |
| Ángel Serrano Martínez-Estéllez (6)       | Profesor Universitario                                           |                   | 17 de diciembre de 1993  |
| Pedro Ferreras Díez (4)                   | Cuerpo de Abogados del Estado                                    | 1955              | 10 de mayo de 1996       |
| José Manuel Serra Peris (4)               | Cuerpo de Abogados del Estado                                    | 1959              | 20 de marzo de 1998      |
| Carlos González-Bueno Catalán de Ocón (4) | Cuerpo de Abogados del Estado                                    | 1968              | 25 de septiembre de 1998 |
| Tomás Pérez Franco (7)                    | Cuerpo Superior de Interventores Auditores del Estado            | 1942              | 19 de abril de 2002      |
| Manuel Lagares Gómez-Abascal (7)          | Cuerpo de Inspectores de Hacienda del Estado                     | 1970              | 10 de octubre de 2003    |
| María Teresa Gómez Condado (8)            | Cuerpo Superior de Administradores Civiles del Estado            | 1953              | 19 de abril de 2004      |
| Amparo Fernández González (8)             | Cuerpo Superior de Administradores Civiles del Estado            | 1965              | 21 de abril de 2008      |
| Enrique Hernández Bento (9)               | Cuerpo Superior de Interventores                                 |                   | 30 de diciembre de 2011  |
| José María Jover Gómez-Ferrer (9)         | Cuerpo de Letrados del Consejo de Estado                         | 1966              | 13 de noviembre de 2015  |
| Fernando Valdés Verlest (5)               | Cuerpo de Letrados del Consejo de Estado                         | 1976              | 15 de junio de 2018      |
| Pablo Garde Lobo (5)                      | Cuerpo Superior de Administradores Civiles del Estado            |                   | 17 de julio de 2020      |

(1) Subsecretario de Industria
(2) Subsecretario de Comercio
(3) Subsecretario de Información y Turismo
(4) Subsecretario de Industria y Energía
(5) Subsecretario de Industria, Comercio y Turismo
(6) Subsecretario de Comercio y Turismo
(7) Subsecretario de Ciencia y Tecnología
(8) Subsecretaria de Industria, Turismo y Comercio
(9) Subsecretario de Industria, Energía y Turismo

## Lista de directores generales
| - Dirección de Gabinete del Ministro - Germán Rodríguez Sánchez (2023- ) - Ángela Paloma Martín Fernández (2023) - Juan Ignacio Díaz Bidart (2018-2023) - Luis Belzuz de los Ríos (2014-2016) - María Rodríguez de la Rúa Beristain (2011-2014) - Carlos Ocaña Orbis (2008-2011) - Marc Murtra Millar (2006-2008) - Isaías Taboas Suárez (2004-2006) - Eduardo Sanfrutos Gambín (2003-2004) - Gonzalo Babé Romero (2000-2003) - Miquel Nadal Segalá (1996-2000) - Julio Alberto Torres Pérez (1994-1996) - José Alejandro Pina Barrio (1988-1994) - Mauro Lozano Belda (1986-1988) - Enric Homs Martínez (1985-1986) - Luis Sempero Couderc (1984-1985) - José Claudio Aranzadi Martínez (1982-1984) - Francisco Lavilla Alsina (1980-1982) - Dirección General de Telecomunicaciones y Ordenación de los Servicios de Comunicación Audiovisual - Arturo Azcorra Saloña (2021-2022) (*) - María Teresa Arcos Sánchez (2020-2021) (*) - Dirección General de Telecomunicaciones y Tecnologías de la Información - Roberto Sánchez Sánchez (2018-2020) (*) - Alberto Rodríguez Raposo (2012-2018) - Roberto Sánchez Sánchez (2011-2012) - Juan Junquera Temprano (2010-2011) - Bernardo Lorenzo Almendros (2004-2008) - Bernardo Pérez de León Ponce (2000-2004) - Dirección General de Telecomunicaciones - Valentín Saja Caja (1996-1997) (***) - Reinaldo Rodríguez Illera (1995-1996) (***) - Javier Nadal Ariño (1985-1995) - Dirección General para el Desarrollo de la Sociedad de la Información - David Cierco Jiménez de Parga (2008-2010) - Rafael Sagrario Durán (2004-2006) - Jorge Pérez Martínez (2003-2004) - Leopoldo González-Echenique y Castellanos de Ubao (2002-2003) - Borja Adsuara Varela (2000-2002) - Dirección General de Inteligencia Artificial - Aleida Alcaide García (2024- ) (*****) - Dirección General de Ordenación de los Servicios de Digitalización y de Comunicación Audiovisual - Carla Redondo Galbarriatu (2024- ) (*****) - Dirección General de Digitalización e Inteligencia Artificial - Salvador Estevan Martínez (2021-2023) (*) - Ángel Luis Sánchez Aristi (2021) (*) - Dirección General del Dato - Ruth del Campo Becares (2024- ) (*****) - Dirección General de Política Tecnológica - María del Carmen Andrade Perdrix (2006-2008) (**) - Carlos Alejaldre Losilla (2004-2006) (**) - Arturo González Romero (2000-2004) - Carmen de Andrés Conde (1991-1994) - Regina Revilla Pedreira (1989-1991) - Isabel Verdeja Lizama (1988-1989) - Dirección General de Industrias y Tecnologías de la Información - Elisa Robles Fraga (1998-2000) - Dirección General de Tecnología y Seguridad Industrial - Elisa Robles Fraga (1996-1998) - Dirección General de Calidad y Seguridad Industrial - José Antonio Fernández Herce (1994-1996) - Dirección General de Tecnología Industrial - Jesús Rodríguez Cortezo (1994-1996) - Dirección General de Electrónica y Nuevas Tecnologías - Jesús Rodríguez Cortezo (1990-1994) - José Luis Bozal González (1988-1990) - Dirección General de Innovación Industrial y Tecnología - Isabel Verdeja Lizama (1986-1988) - Florencio Ornia Álvarez (1982-1986) - Juan Luengo Vallejo (1980-1982) - Dirección General de Electrónica e Informática - Julio González Sabat (1986-1988) - Jaime Clavell Ymbern (1985-1986) - Juan Majó Cruzate (1982-1985) - José María González de León (1982) - José Vicente Cebrián y Echarri (1980-1982) - Dirección General de Promoción Industrial y Tecnología - José Vicente Cebrián Echarri (1979-1980) - Marcial Campos Calvo-Sotelo (1977-1978) - Dirección General de Industria - Jesús Candil Gonzalo (2008-2011) - Arturo González Romero (1998-2000) - Pau Guardans i Cambó (1996-1998) - José Delgado González (1995-1996) - Antonio Joaquín Fernández Segura (1991-1995) - Mariano Casado González (1990-1991) - José Fernando Sánchez-Junco Mans (1988-1990) - Dirección General de Desarrollo Industrial - Jesús Candil Gonzalo (2004-2008) - Belén Cristino Macho-Quevedo (2002-2004) - Dirección General de Programas Industriales - Jorge Arnau Llinaes (2024- ) | - Dirección General de Industrias Siderometalúrgicas y Navales - José Fernando Sánchez-Junco Mans (1986-1988) - Eduardo Santos Andrés (1982-1986) - Mariano Garcés Rodríguez (1980-1982) - Javier García-Egocheaga Manzano (1978-1980) - Manuel Gutiérrez-Cortines Corral (1976-1978) - Dirección General de Industrias Químicas, de la Construcción, Textiles y Farmaceúticas - Fernando Magro Fernández (1986-1988) - Miguel Ángel Feito Hernández (1982-1986) - Jerónimo Angulo Aramburu (1980-1982) - Dirección General de Industrias Químicas y Textiles - Jerónimo Angulo Aramburu (1977-1980) - Dirección General de Industrias de Automoción y Construcción - Julio Jiménez Vicente (1980-1982) - Dirección General de Estrategia Industrial y de la Pequeña y Mediana Empresa - María Teresa Parejo Navas (2025- ) - Jordi García Brustenga (2024-2025) - Dirección General de Industria y de la Pequeña y Mediana Empresa - María José Muñoz Martínez (2023-2024) - Galo Gutiérrez Monzonís (2018-2023) - Mario Fernando Buisan García (2016-2018) - Víctor Audera López (2014-2016) - Manuel Valle Muñoz (2012-2014) - Dirección General de Política de la Pequeña y Mediana Empresa - Estela Gallego Valdueza (2008-2011) - María Remedios Callejón Fornieles (2004-2008) - María Isabel Barreiro Fernández (2000-2004) - Ana Isabel Mariño Ortega (1998-2000) - Fernando Martínez Gómez (1996-1998) - Dirección General de Política Energética y Minas - Manuel García Hernández (2020- ) - María Jesús Martín Martínez (2018-2020) (****) - María Teresa Baquedano Martín (2014-2018) - Jaime Suárez Pérez-Lucas (2012-2014) - Antonio Hernández García (2009-2011) - Jorge Sanz Oliva (2004-2009) - Carmen Becerril Martínez (2000-2004) (*) - Dirección General de la Energía - Antonio Gomis Sáez (1997-2000) - María Luisa Huidobro y Arreba (1990-1997) - Ramón Pérez Simarro (1990) - José María Pérez Prim (1989-1990) - Víctor Pérez Pita (1986-1989) - María del Carmen Mestre Vergara (1982-1986) - José del Pozo Portillo (1981-1982) - Ramón Leonato Marsal (1978-1981) - Francisco Javier Santamaría Pérez-Mosso (1977-1978) - Dirección General de Planificación y Coordinación Energética - Víctor Marcos Morell (2024- ) (****) - Dirección General de Planificación Energética - Jorge Cortina García (1994-1996) - Dirección General de Minas - Paloma Sendín de Cáceres (1996-2000) - Jesús Candil Gonzalo (1995-1996) - Alberto Carbajo Josa (1992-1995) - Enrique García Álvarez (1988-1992) - Juan José Cerezuela Bonet (1986-1988) - Pedro Luis Lizaur Otero (1985-1986) - Juan Manuel Kindelán Gómez de Bonilla (1982-1985) - Adriano García-Loygorri Ruiz (1980-1982) - José Sierra López (1975-1980) - Dirección General de Servicios - Juan Miguel Benítez Torres (1995-1996) - Carmen Gomis Bernal (1992-1995) - Santos Castro Fernández (1988-1992) - Juan Alarcón Montoya (1982-1988) - Francisco Lavilla Alsina (1980) - Dirección General de Coordinación y Servicios - José Manuel Reyero García (1979-1982) - Guillermo de la Dehesa Romero (1978-1979) - Francisco Gutiérrez de Luna y Cámara (1977-1978) - Secretaría General Técnica - Nuria García González (2020- ) - Pablo Garde Lobo (2018-2020) - Manuel García Hernández (2015-2018) - José María Jover Gómez-Ferrer (2011-2015) - María José Gómez Gómez (2008-2011) - Leandro González Gallardo (2004-2008) - Enrique Medina Malo (2002-2004) - Félix Fernando Manzanedo González (2000-2002) - María Isabel Monreal Palomino (1998-2000) - José Manuel Serra Peris (1996-1998) - Alfonso de las Heras Gozalo (1990-1996) - Ramón Pérez Simarro (1987-1990) - Santiago Eguidazu Mayor (1986-1987) - Fernando Maravall Herrero (1984-1986) - Oscar Fanjul Martín (1982-1984) - José Manuel Serrano Alberca (1980-1982) - Guillermo de la Dehesa Romero (1979-1980) - Luis Marco Bordetas (1978-1979) - Eduardo Punset Casals (1977-1978) |

(*) En el Ministerio de Economía / Asuntos Económicos y Transformación Digital
(**) En el Ministerio de Educación y Ciencia
(***) En el Ministerio de Fomento y Ministerio de Obras Públicas, Transportes y Comunicaciones
(****) En el Ministerio de Transición Ecológica
(*****) En el Ministerio de Transformación Digital y para la Función Pública